# Camellia confusa
Camellia confusa là một loài thực vật có hoa trong họ Theaceae. Loài này được Craib mô tả khoa học đầu tiên năm 1914.